# Livesport Superliga 2021/2022
Livesport Superliga 2021/2022 byla 29. ročníkem nejvyšší mužské florbalové soutěže v Česku. 
Základní část soutěže hrálo 14 týmů. Novinkou v tomto ročníku bylo předkolo play-off. Přímo do play-off postoupilo prvních šest týmů. Týmy na sedmém až desátém místě se utkaly v předkole o zbývající dvě místa na dva vítězné zápasy. Poslední čtyři týmy hrály play-down o sestup.

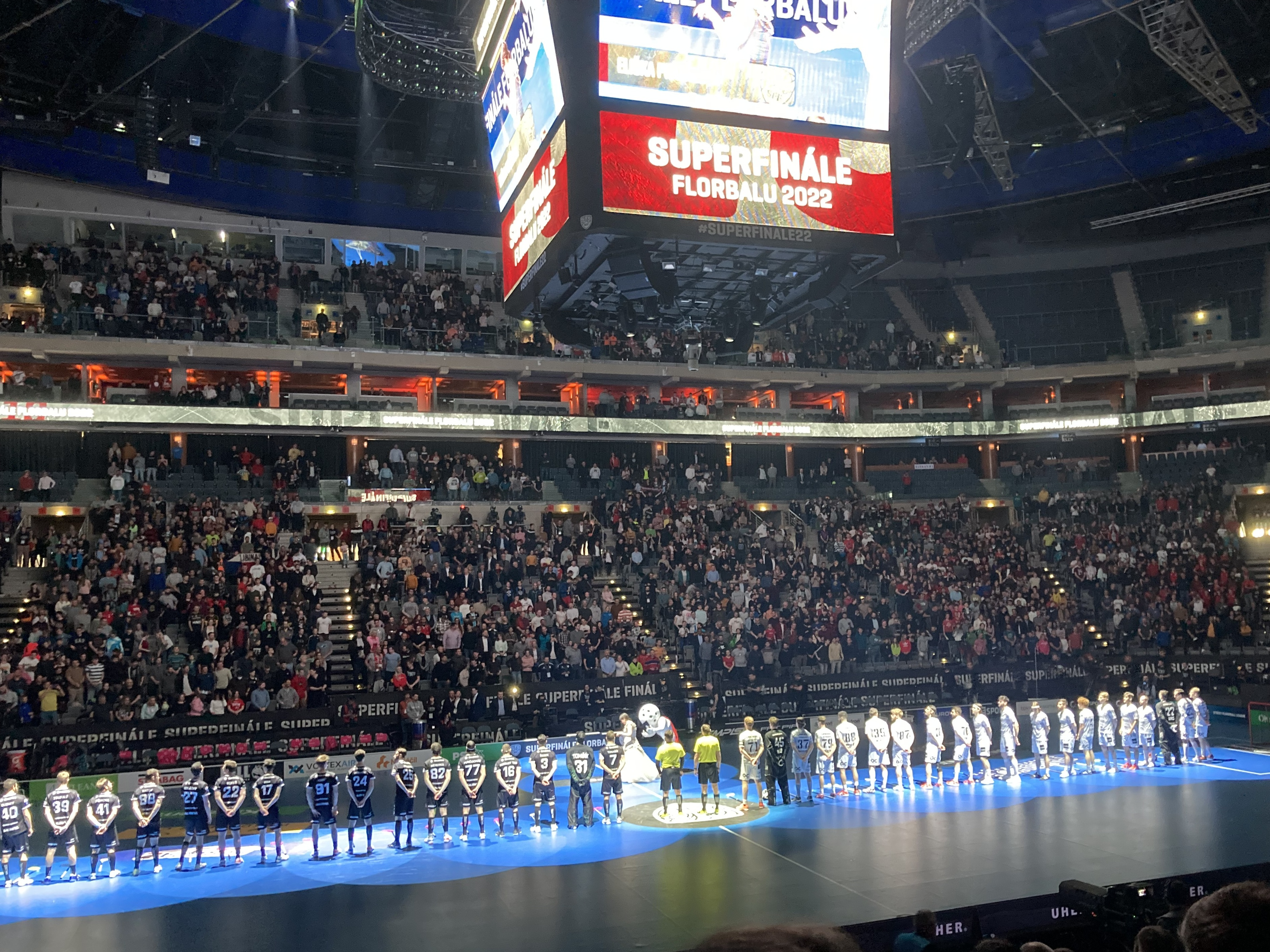
Superfinálový zápas Florbal MB – Tatran Střešovice

Vítězem ročníku se počtvrté celkem a podruhé v řadě stal tým Předvýběr.CZ Florbal MB po porážce Tatranu Střešovice v superfinále. Pro Boleslav to byla první úspěšná obhajoba titulu. Vítězstvím si zajistila účast na Poháru mistrů, kde získala bronzovou medaili. Tatran postoupil do finále poprvé od sezóny 2014/2015.
Pro pandemii covidu-19 v Česku během předchozí sezóny se nedohrála nižší soutěž, a žádný tým tedy nesestoupil ani nepostoupil, stejně jako o sezónu dříve. Tento ročník tak hrály stejné týmy jako předchozí dva.
Prezidentský pohár pro vítěze základní části sezóny získal pošesté v řadě tým Florbal MB. Boleslav tak překonala rekord Tatranu Střešovice ze sezón 2009/2010 až 2013/2014.
Po prohře v play-down sestoupil po třech sezónách v Superlize do 1. ligy tým FBŠ Hummel Hattrick Brno. Byl v následující sezóně nahrazen vítězem tohoto ročníku 1. ligy, týmem FB Hurrican Karlovy Vary, který do nejvyšší soutěže postoupil poprvé. 

## Základní část
V základní části se všechny týmy dvakrát utkaly každý s každým od 11. září 2021 do 13. února 2022.
| Poř. | Tým                           | Z  | V  | VP | PP | P  | VG  | OG  | B  |
| ---- | ----------------------------- | -- | -- | -- | -- | -- | --- | --- | -- |
| 1.   | Předvýběr.CZ Florbal MB       | 26 | 21 | 2  | 0  | 3  | 218 | 92  | 67 |
| 2.   | Tatran Střešovice             | 26 | 22 | 0  | 0  | 4  | 198 | 96  | 66 |
| 3.   | 1. SC TEMPISH Vítkovice       | 26 | 20 | 0  | 0  | 6  | 191 | 103 | 60 |
| 4.   | ACEMA Sparta Praha            | 26 | 16 | 1  | 1  | 8  | 160 | 119 | 51 |
| 5.   | FbŠ Bohemians                 | 26 | 16 | 0  | 2  | 8  | 175 | 145 | 50 |
| 6.   | FAT PIPE Florbal Chodov       | 26 | 14 | 1  | 5  | 6  | 178 | 149 | 49 |
| 7.   | Black Angels                  | 26 | 11 | 2  | 2  | 11 | 163 | 163 | 39 |
| 8.   | FBC ČPP Bystroň Group Ostrava | 26 | 11 | 2  | 1  | 12 | 150 | 145 | 38 |
| 9.   | FBC Liberec                   | 26 | 10 | 3  | 0  | 13 | 149 | 154 | 36 |
| 10.  | Navláčil Panthers Otrokovice  | 26 | 7  | 1  | 1  | 17 | 146 | 180 | 24 |
| 11.  | FBC 4CLEAN Česká Lípa         | 26 | 3  | 5  | 0  | 18 | 135 | 205 | 19 |
| 12.  | Sokoli Pardubice              | 26 | 4  | 1  | 3  | 18 | 116 | 212 | 17 |
| 13.  | TJ Sokol Královské Vinohrady  | 26 | 5  | 0  | 0  | 21 | 107 | 227 | 15 |
| 14.  | FBŠ Hummel Hattrick Brno      | 26 | 4  | 0  | 3  | 19 | 97  | 193 | 15 |

## Play-off
V této sezóně se poprvé hrálo předkolo (osmifinále) play-off. Týmy na sedmém a desátém a týmy na osmém a devátém místě se 19. a 20. února 2022 utkaly na dvě vítězná utkání o poslední dvě místa ve čtvrtfinále.
První tři týmy po základní části si 21. února, po dohrání překola, postupně zvolily soupeře pro čtvrtfinále z druhé čtveřice. Čtvrtfinále se hrálo na čtyři vítězné zápasy od 26. února do 12. března.
Nejlépe umístěný tým v základní části z postupujících do semifinále (Předvýběr.CZ Florbal MB) si 13. března zvolil ze dvou nejhůře umístěných postupujících za soupeře tým ACEMA Sparta Praha. Semifinále se hrálo také na čtyři vítězné zápasy od 19. do 31. března.
O mistru Superligy rozhodl jeden zápas tzv. superfinále 9. dubna 2022 v pražské O2 aréně, ve kterém tým Předvýběr.CZ Florbal MB porazil Tatran Střešovice 2:1 v prodloužení. Byl to nejnižší počet branek, který padl ve všech deseti do té doby odehraných superfinále.

### Pavouk
|  | Předkolo (na zápasy) | Předkolo (na zápasy) | Předkolo (na zápasy) |  |  | Čtvrtfinále (na zápasy) | Čtvrtfinále (na zápasy) | Čtvrtfinále (na zápasy) |   |                   | Semifinále (na zápasy) | Semifinále (na zápasy) | Semifinále (na zápasy) |  |  | Finále (skóre) | Finále (skóre) | Finále (skóre) |
|  |                      |                      |                      |  |  |                         |                         |                         |   |                   |                        |                        |                        |  |  |                |                |                |
|  |                      |                      |                      |  |  |                         |                         |                         |   |                   |                        |                        |                        |  |  |                |                |                |
|  |                      |                      |                      |  |  | Florbal MB              | Florbal MB              | 4                       |   |                   |                        |                        |                        |  |  |                |                |                |
|  | FBC Ostrava          | FBC Ostrava          | 0                    |  |  | FBC Liberec             | FBC Liberec             | 0                       |   |                   |                        |                        |                        |  |  |                |                |                |
|  | FBC Liberec          | FBC Liberec          | 2                    |  |  |                         |                         |                         |   | Florbal MB        | Florbal MB             | 4                      |                        |  |  |                |                |                |
|  |                      |                      |                      |  |  |                         | ACEMA Sparta Praha      | ACEMA Sparta Praha      | 2 |                   |                        |                        |                        |  |  |                |                |                |
|  |                      |                      |                      |  |  | ACEMA Sparta Praha      | ACEMA Sparta Praha      | 4                       |   |                   |                        |                        |                        |  |  |                |                |                |
|  |                      |                      |                      |  |  | FbŠ Bohemians           | FbŠ Bohemians           | 2                       |   |                   |                        |                        |                        |  |  |                |                |                |
|  |                      |                      |                      |  |  |                         |                         |                         |   |                   | Florbal MB             | Florbal MB             | 2                      |  |  |                |                |                |
|  |                      |                      |                      |  |  |                         | Tatran Střešovice       | Tatran Střešovice       | 1 |                   |                        |                        |                        |  |  |                |                |                |
|  |                      |                      |                      |  |  | Tatran Střešovice       | Tatran Střešovice       | 4                       |   |                   |                        |                        |                        |  |  |                |                |                |
|  | Black Angels         | Black Angels         | 2                    |  |  | Black Angels            | Black Angels            | 0                       |   |                   |                        |                        |                        |  |  |                |                |                |
|  | Panthers Otrokovice  | Panthers Otrokovice  | 0                    |  |  |                         |                         |                         |   | Tatran Střešovice | Tatran Střešovice      | 4                      |                        |  |  |                |                |                |
|  |                      |                      |                      |  |  |                         | 1. SC Vítkovice         | 1. SC Vítkovice         | 1 |                   |                        |                        |                        |  |  |                |                |                |
|  |                      |                      |                      |  |  | 1. SC Vítkovice         | 1. SC Vítkovice         | 4                       |   |                   |                        |                        |                        |  |  |                |                |                |
|  |                      |                      |                      |  |  | Florbal Chodov          | Florbal Chodov          | 1                       |   |                   |                        |                        |                        |  |  |                |                |                |
|  |                      |                      |                      |  |  |                         |                         |                         |   |                   |                        |                        |                        |  |  |                |                |                |

### Předkolo
Black Angels – Navláčil Panthers Otrokovice 2 : 0 na zápasy – Zpráva
- 19. 2. 2022 15:00, Black Angels – Otrokovice 4 : 1 (3:1, 0:0, 1:0)
- 20. 2. 2022 17:00, Otrokovice – Black Angels 3 : 6 (1:2, 0:2, 2:2)

FBC ČPP Bystroň Group Ostrava – FBC Liberec 0 : 2 na zápasy – Zpráva
- 19. 2. 2022 20:00, Ostrava – Liberec 1 : 4 (1:2, 0:0, 0:2)
- 20. 2. 2022 17:00, Liberec – Ostrava 2 : 1pn (0:0, 1:0, 0:1, 0:0)

### Čtvrtfinále
Předvýběr.CZ Florbal MB – FBC Liberec 4 : 0 na zápasy – Zpráva
- 26. 2. 2022 19:10, Boleslav – Liberec 8 : 3 (2:2, 1:0, 5:1)
- 27. 2. 2022 17:00, Boleslav – Liberec 4 : 3 (2:1, 0:0, 2:2)
- 05. 3. 2022 17:00, Liberec – Boleslav 4 : 5pp (1:3, 2:0, 1:1, 0:1)
- 06. 3. 2022 17:00, Liberec – Boleslav 2 : 6 (2:0, 0:5, 0:1)

Tatran Střešovice – Black Angels 4 : 0 na zápasy – Zpráva
- 26. 2. 2022 17:00, Tatran – Black Angels 9 : 1 (3:1, 4:0, 2:0)
- 27. 2. 2022 17:00, Tatran – Black Angels 7 : 5 (3:0, 1:3, 3:2)
- 05. 3. 2022 17:30, Black Angels – Tatran 4 : 9 (1:4, 2:3, 1:2)
- 06. 3. 2022 16:30, Black Angels – Tatran 6 : 9 (2:4, 2:2, 2:3)

1. SC TEMPISH Vítkovice – FAT PIPE Florbal Chodov 4 : 1 na zápasy – Zpráva
- 26. 2. 2022 17:00, Vítkovice – Chodov 3 : 7 (1:2, 2:3, 0:2)
- 27. 2. 2022 17:00, Vítkovice – Chodov 5 : 4pn (1:0, 2:4, 1:0, 0:0)
- 05. 3. 2022 19:00, Chodov – Vítkovice 2 : 7 (1:0, 1:2, 0:5)
- 06. 3. 2022 19:30, Chodov – Vítkovice 4 : 6 (2:2, 1:1, 1:3)
- 08. 3. 2022 18:00, Vítkovice – Chodov 4 : 3pn (1:0, 1:3, 1:0, 0:0)

ACEMA Sparta Praha – FbŠ Bohemians 4 : 2 na zápasy – Zpráva
- 26. 2. 2022 18:00, Sparta – Bohemians 4 : 31 (1:0, 3:2, 0:1)
- 27. 2. 2022 18:02, Sparta – Bohemians 6 : 31 (1:1, 1:1, 4:1)
- 03. 3. 2022 20:00, Bohemians – Sparta 5 : 12 (2:4, 0:5, 3:3)
- 08. 3. 2022 20:15, Bohemians – Sparta 5 : 4pp (2:0, 2:3, 0:1, 1:0)
- 10. 3. 2022 18:32, Sparta – Bohemians 5 : 6pp (2:3, 0:0, 3:2, 0:1)
- 12. 3. 2022 20:15, Bohemians – Sparta 3 : 4pn (1:1, 1:1, 1:1, 0:0)

### Semifinále
Předvýběr.CZ Florbal MB – ACEMA Sparta Praha 4 : 2 na zápasy – Zpráva
- 19. 3. 2022 18:00, Boleslav – Sparta 5 : 4pp (1:2, 0:0, 3:2, 1:0)
- 20. 3. 2022 17:00, Boleslav – Sparta 6 : 7 (0:1, 3:3, 3:3)
- 26. 3. 2022 19:32, Sparta – Boleslav 2 : 4 (0:2, 1:0, 1:2)
- 27. 3. 2022 18:30, Sparta – Boleslav 5 : 3 (2:1, 2:1, 1:1)
- 29. 3. 2022 19:30, Boleslav – Sparta 4 : 1 (2:0, 0:0, 2:1)
- 31. 3. 2022 19:30, Sparta – Boleslav 3 : 4 (1:2, 0:1, 2:1)

Tatran Střešovice – 1. SC TEMPISH Vítkovice 4 : 1 na zápasy – Zpráva
- 19. 3. 2022 17:00, Tatran – Vítkovice 4 : 1 (1:1, 2:0, 1:0)
- 20. 3. 2022 20:15, Tatran – Vítkovice 8 : 1 (2:0, 3:0, 3:1)
- 26. 3. 2022 20:15, Vítkovice – Tatran 4 : 5pp (0:0, 1:0, 3:4, 0:1)
- 27. 3. 2022 18:00, Vítkovice – Tatran 4 : 3pp (2:1, 0:2, 1:0, 1:0)
- 29. 3. 2022 19:00, Tatran – Vítkovice 1 : 0 (1:0, 0:0, 0:0)

### Finále
9. 4 2022 17:00, Předvýběr.CZ Florbal MB – Tatran Střešovice 2 : 1pp (1:0, 0:1, 0:0, 1:0) – Zpráva

## Play-down
Play-down se hrálo od 26. února do 29. března 2022. Jednotlivá kola se hrála na čtyři vítězné zápasy. První kolo play-down hrály 11. s 14. a 12. s 13. týmem po základní části. Vítězové z prvního kola zůstali v Superlize, poražení hráli druhé kolo.
Tým FBŠ Hummel Hattrick Brno, který prohrál druhé kolo play-down, byl v další sezóně nahrazen vítězem tohoto ročníku 1. ligy, týmem FB Hurrican Karlovy Vary. Vítěz druhého kola play-down, tým Sokoli Pardubice, hrál od 10. do 24. dubna v baráži s poraženým finalistou 1. ligy, týmem Bulldogs Brno, a svoji účast v soutěži obhájil.

### Pavouk
|  | 1. kolo (na zápasy)          | 1. kolo (na zápasy)      |                  |   | 2. kolo (na zápasy) | 2. kolo (na zápasy) |
|  |                              |                          |                  |   |                     |                     |
|  |                              |                          |                  |   |                     |                     |
|  | Sokoli Pardubice             | 2                        |                  |   |                     |                     |
|  | Sokoli Pardubice             | 2                        |                  |   |                     |                     |
|  | TJ Sokol Královské Vinohrady | 4                        |                  |   |                     |                     |
|  | TJ Sokol Královské Vinohrady | 4                        | Sokoli Pardubice | 4 |                     |                     |
|  |                              |                          | Sokoli Pardubice | 4 |                     |                     |
|  |                              | FBŠ Hummel Hattrick Brno | 1                |   |                     |                     |
|  | FBC 4CLEAN Česká Lípa        | FBŠ Hummel Hattrick Brno | 1                | 4 |                     |                     |
|  | FBC 4CLEAN Česká Lípa        |                          |                  | 4 |                     |                     |
|  | FBŠ Hummel Hattrick Brno     | 1                        |                  |   |                     |                     |

### 1. kolo
FBC 4CLEAN Česká Lípa – FBŠ Hummel Hattrick Brno 4 : 1 na zápasy – Zpráva
- 26. 2. 2022 19:00, Česká Lípa – Hattrick 6 : 5pp (1:3, 3:1, 1:1, 1:0)
- 27. 2. 2022 17:30, Česká Lípa – Hattrick 6 : 5 (3:2, 2:1, 1:2)
- 05. 3. 2022 17:00, Hattrick – Česká Lípa 5 : 6 (1:3, 1:2, 3:1)
- 06. 3. 2022 17:00, Hattrick – Česká Lípa 5 : 4 (2:0, 1:2, 2:2)
- 08. 3. 2022 20:30, Česká Lípa – Hattrick 4 : 3 (0:2, 4:1, 0:0)

Sokoli Pardubice – TJ Sokol Královské Vinohrady 2 : 4 na zápasy – Zpráva
- 26. 2. 2022 16:00, Pardubice – Vinohrady 2 : 3pp (2:0, 0:0, 0:2, 0:1)
- 27. 2. 2022 17:00, Pardubice – Vinohrady 6 : 41 (3:2, 2:1, 1:1)
- 05. 3. 2022 19:00, Vinohrady – Pardubice 5 : 41 (1:0, 2:1, 2:3)
- 06. 3. 2022 17:30, Vinohrady – Pardubice 5 : 10 (4:1, 1:7, 0:2)
- 08. 3. 2022 19:00, Pardubice – Vinohrady 7 : 8pp (1:5, 3:1, 3:1, 0:1)
- 10. 3. 2022 20:00, Vinohrady – Pardubice 6 : 21 (0:0, 3:1, 3:1)

### 2. kolo
Sokoli Pardubice – FBŠ Hummel Hattrick Brno 4 : 1 na zápasy – Zpráva
- 19. 3. 2022 18:00, Pardubice – Hattrick 4 : 7 (2:2, 0:3, 2:2)
- 20. 3. 2022 17:00, Pardubice – Hattrick 6 : 5pn (1:2, 3:2, 1:1, 0:0)
- 26. 3. 2022 17:30, Hattrick – Pardubice 5 : 6 (1:3, 2:1, 2:2)
- 27. 3. 2022 17:30, Hattrick – Pardubice 0 : 6 (0:0, 0:0, 0:6)
- 29. 3. 2022 18:00, Pardubice – Hattrick 6 : 5 (2:1, 3:3, 1:1)

### Baráž
Sokoli Pardubice – Bulldogs Brno 3 : 2 na zápasy – Zpráva
- 10. 4. 2022 17:00, Pardubice – Bulldogs 5 : 8 (3:3, 0:2, 2:3)
- 16. 4. 2022 18:00, Bulldogs – Pardubice 4 : 3 (2:2, 2:0, 0:1)
- 17. 4. 2022 18:00, Bulldogs – Pardubice 2 : 4 (0:2, 1:0, 1:2)
- 23. 4. 2022 18:00, Pardubice – Bulldogs 8 : 7pp (3:2, 1:0, 3:5, 1:0)
- 24. 4. 2022 17:00, Pardubice – Bulldogs 9 : 6 (0:3, 5:1, 4:2)

## Konečné pořadí
| Pořadí           | Tým                           |
| ---------------- | ----------------------------- |
| Zlatá medaile    | Předvýběr.CZ Florbal MB       |
| Stříbrná medaile | Tatran Střešovice             |
| Bronzová medaile | 1. SC TEMPISH Vítkovice       |
| 4.               | ACEMA Sparta Praha            |
| 5.               | FbŠ Bohemians                 |
| 6.               | FAT PIPE Florbal Chodov       |
| 7.               | Black Angels                  |
| 8.               | FBC Liberec                   |
| 9.               | FBC ČPP Bystroň Group Ostrava |
| 10.              | Navláčil Panthers Otrokovice  |
| 11.              | FBC 4CLEAN Česká Lípa         |
| 12.              | TJ Sokol Královské Vinohrady  |
| 13.              | Sokoli Pardubice              |
| 14.              | FBŠ Hummel Hattrick Brno      |

## Nejužitečnější hráči
Nejužitečnějšími hráči Superligy byli zvoleni:
1. Marek Beneš (Tatran Střešovice)
2. Filip Forman (FbŠ Bohemians)
3. Ondřej Němeček (Tatran Střešovice)